# Nygård, Västerviks kommun
Nygårds säteri är en herrgård utanför Gamleby i Lofta socken i Västerviks kommun.
Nygård är beläget vid Gamlebyvikens nordligaste del, Dynestadviken och dess fortsättning i Dynestadsjön. 
Det bebyggdes som sätesgård av mecklenburgaren Albrekt Styke, hövitsman på Stäkeholm på 1420-talet. Godset ägdes sedan av hans systerson, riddaren Arent Bengtsson (Ulf eller Panter). Det tillhörde sedan medlemmar av släkterna Bielke, Gyllenstierna, Soop, Sparre, Bonde, d'Otrante och de Maré. 1882 ingick det i AB Ankarsrums bruk, och 1894 såldes det till vice häradshövding Knut Tillberg.